# Life Is like a Dance
Life Is like a Dance is een nummer van de Nederlandse DJ Paul Elstak uit 1995. Het is de afkomstig van zijn album May the Forze be with You.
Met "Life Is like a Dance" brak Elstak meteen door, en scoorde hij een van de eerste happy hardcorehits. Het nummer bereikte de 9e positie in de Nederlandse Top 40.